# Marie Reim
Pour les articles homonymes, voir Reim.
Marie Reim, nom de scène de Marie-Louise Oberloher (née le 8 mai 2000 à Cologne) est une chanteuse allemande.

## Biographie
Marie Reim est la fille des chanteurs de schlager Michelle et Matthias Reim. Son vrai nom est Marie-Louise Oberloher, car à la naissance de Marie, la mère Michelle portait encore le nom de son ex-mari, le chanteur de Wind Albert Oberloher. Marie grandit à Cologne et quitte la maison de ses parents à l'âge de 15 ans. Elle est élève l'école à Best, aux Pays-Bas pendant un an et apprend le néerlandais. Marie Reim est préparatrice physique de formation.

## Carrière
En 2012, elle fait sa première apparition à la télévision avec sa mère dans l'émission Das Herbstfest der Überraschungen de Florian Silbereisen et présente la chanson Gib nicht auf. Trois ans plus tard, elle chante Zieh vor dir selber den Hut dans l'émission 150 Jahre Schlager. En 2016, elle est sur scène avec sa mère lors de la Schlagernacht des Jahres à la Lanxess Arena de Cologne. Début 2017, elle accompagne sa mère en tournée et interprète une chanson avec elle à chaque concert.
En janvier 2018, elle signe un contrat d'enregistrement avec Ariola. En février 2020, elle sort son premier single SOS. La chanson vient du groupe d'auteurs Tim Peters, Werner Petersburg et Alexander Scholz, qui avaient déjà travaillé avec leurs parents. Le titre est produit par Silverjam. Son premier album 14 Phasen sort en juin 2020 suivi de plusieurs apparitions à la télévision. En septembre 2020, elle fait sa première apparition en concert à la Waldbühne de Rügen. Son manager est Uwe Kanthak.
Le 16 février 2024, elle participera à l'émission de sélection de l'Allemagne au Concours Eurovision de la chanson 2024 avec le titre Naiv, d'inspiration autobiographique.

## Vie privée
Marie Reim a pour compagnon de début 2022 à l'été le restaurateur Vinzenz Steidle, un homme qui lui inspire plusieurs chansons.

## Discographie
Albums
- 2020 : 14 Phasen
- 2022 : Bist du dafür bereit?

Singles
- 2020 : SOS
- 2020 : Weil das Mädels so machen
- 2021 : Sonne (Anstandslos & Durchgeknallt Remix)
- 2021 : Ich bin so verliebt
- 2021 : Oh Santa
- 2022 : Ich hab dich durchschaut
- 2022 : Auf dem Weg ins Paradies
- 2022 : Das mach ich ohne dich
- 2023 : Jemand träumt von dir (avec Tim Peters)
- 2024 : Naiv